# Норт-Роналдсей (аэропорт)
Норт-Роналдсей (англ. North Ronaldsay Airport, гэльск. Port-adhair Rinneansaigh) — аэропорт в Великобритании.

## Расположение
Расположен на острове Норт-Роналдсей в северо-восточной части Оркнейских островов, Шотландия.

## Описание
Имеет три полосы 330, 376 и 467 метров.
Аэропорту присвоен код ИКАО EGEN.

## Направления
Ежедневные регулярные рейсы компании Loganair в Керкуолл и еженедельные в аэропорты Идей и Папа-Уэстрей.